# عندما بكى نيتشه (فلم)
عندما بكى نيتشه (بالألمانية: Als Nietzsche Weinte) هو فيلم درامي فني أمريكي لعام 2007 من إخراج بينشاس بيري وبطولة أرماند أسانتي وبن كروس وكاثرين وينيك. وهو مقتبس من رواية تحمل نفس الاسم للكاتب إيرفين يالوم. صور الفيلم في بلغاريا.